# Toni Rakkaen
Toni Rakkaen (tiếng Thái: โทนี่ รากแก่น; tên khai sinh: Ira Wimolchaireuk, อิรา วิมลชัยฤกษ์; sinh ngày 21 tháng 1 năm 1982) là nam diễn viên, người mẫu người Thái Lan.

## Sự nghiệp
Toni Rakkaen là một diễn viên, một nhà tạo mẫu tóc sống ở Thái Lan và thường được biết đến với cái tên Theerachai Wimolchaireuk. Toni là con lai mang trong mình 3 dòng máu Pháp - Việt - Thái. Bố anh chàng là con lai Việt Pháp còn mẹ là người Thái. Toni từng sống và học tập ở Melbourne (Úc) cho đến năm 12 tuổi.
Toni bắt đầu tham gia đóng phim từ năm 2010 và từ đó đến nay, anh chàng liên tục xuất hiện trong nhiều dự án phim truyền hình và điện ảnh. Không chỉ giỏi diễn xuất, Toni còn là một nhà tạo mẫu tóc (hairstylist) có tiếng và đây cũng là đam mê mà Toni theo đuổi. Ngoài ra, anh chàng cũng thích hát và chơi bóng đá.
Những bộ phim Toni đã tham gia:
- Tiệm bánh tình yêu
- Nơi ngọn gió vỗ về trái tim
- Khung hình ký ức
- Kẻ bội tình
- Mùa cô đơn

Toni Rakkaen nổi tiếng với dòng phim kinh dị, từng thành công với bộ phim "3AM", "Love H2O"... Trong bộ phim kinh dị "Lớp học ở thế giới bên kia", Toni vào vai Otaku - một chàng trai "bốn mắt" chết nhát nhưng lại thích quay phim ma. Bộ phim thuộc thể loại kinh dị pha yếu tố hài hước nên không tập trung vào các tình tiết ma quỷ siêu nhiên mà chỉ xoay quanh câu chuyện của những hồn ma chưa siêu thoát, còn quanh quẩn trong trường học với ước mơ hết sức đơn giản nhưng cũng thật khó khăn: Tốt nghiệp

## Đời tư
Ngày 14 tháng 06 năm 2020, Toni chính thức cầu hôn với nữ diễn viên, ca sĩ Kaew Jarinya Sirimongkolsakul sau hai năm hẹn hò. Ngày 11 tháng 12, cả hai tổ chức lễ cưới.

## Danh sách phim

### Điện ảnh
- Big Boy (2010)
- Loser Lover (2010)
- Bangkok Sweety (2011)
- Valentine Sweety (2012)
- 3 A.M. 3D (2012)
- Love in the Rain (2013)
- Pob Na Pluak (2014)
- How to Win at Checkers (Every Time) (2015)
- Love H2O (2015)
- Sanap (2015)
- Midnight University (2016)
- The Moment (2017)

### Truyền hình
- Loma Kla Tha Fan (Channel 9, 2011)
- Suepsuan Puan Kamlang 3 (Channel 3, 2011)
- Tawan Chai Nai Marn Mak (Channel 3, 2012)
- Manee Sawat (Channel 3, 2013)
- Farm Euy Farm Ruk (Channel 3, 2013)
- Prissana (PPTV, 2015)
- Jao Sao Kong Arnon (PPTV, 2015)
- Club Friday The Series 6: Pid Tee Wai Jai (GMM25, 2015)
- Love Songs Love Stories: Kawee Bod Kao (GMM25, 2016)
- Senior Secret Love: Bake Me Love (2016)
- Plerng Kritsana The Series: Lai Hong (GMM25, 2016)
- Club Friday The Series 8: True Love or Confusion (GMM25, 2017)
- Home Stay (2017)
- Project S the Series: S.O.S. (2017)
- 7 Wan Jorng Wen Series Season 2 (Workpoint, 2017)
- Naeo Sutthai (GMM25, 2018)
- Love Bipolar (GMM25, 2018)
- Club Friday: The Series 10 - Rak nokchai (GMM25, 2018)
- i STORIES (GMM25, 2018)
- The Face Men Thailand (Mùa 2) (PPTV, 2018)
- Wolf - Game la thoe (GMM25, 2019)
- The Face Thailand (Mùa 5) (CH3, 2019)
- 7 Wun Jorng Wen Series Season 3 (Workpoint, Upcoming)
- Miss 18 Mongkut (GMM25, 2020)
- How to be a Perfect Dad (TBA)
- Bussaba Lui Fai (Thai PBS, TBA)

## Quảng cáo
- Sunsilk
- TWISTY SHOTS
- Sony Cyber Shot
- Big Cola
- Levi's
- Dr Jill